# Tomaj
Tomaj – wieś w Słowenii, w gminie Sežana. W 2018 roku liczyła 308 mieszkańców.